# Saozana leucota
Saozana leucota là một loài bướm đêm thuộc phân họ Arctiinae, họ Erebidae.